# Grupo Aeromóvil de Fuerzas Especiales
Il Grupo Aeromóvil de Fuerzas Especiales (in italiano: Gruppo Aeromobile di Forze Speciali) è un'unità speciale dell'esercito messicano, allenata da forze speciali di tutto il mondo, nata nel 1986, conosciute anche come "Murciélagos".
È composto da una unità di comando, 11 battaglioni di fanteria leggera e sette gruppi (un gruppo è l'equivalente di un battaglione) anfibi, organizzati su tre brigate, presi dai Grupos Anfibios de Fuerzas Especiales (Gafes) e Grupos Aeromóviles de Fuerzas Especiales (Ganfes). A tutto il 2009 era composto da 5.500 effettivi, con un tasso di diserzione piuttosto elevato e quantificato in 1382 membri.
Sono suddivisi in regolari, intermedi e veterani. I regolari operano come una fanteria leggera d'elite, gli intermedi sono principalmente istruttori con gradi di tenente e capitano, conosciuti anche come COIFE. I veterani (Grupo Aeromóvil de Fuerzas Especiales del Alto Mando) infine conducono le operazioni più delicate.
Il loro motto è Todo por México ("Tutto per il Messico").

## Dislocazione
| Nome                                             | Luogo                                        |
| ------------------------------------------------ | -------------------------------------------- |
| Cuartel General del Cuerpo de Fuerzas Especiales | Temamatla, Estado de México                  |
| Unidad de Fuerzas Especiales del Alto Mando      | México, Distrito Federal                     |
| Primera Brigada de Fuerzas Especiales            | Puebla, Puebla                               |
| Primer Batallón de Fuerzas Especiales            | Puebla, Puebla                               |
| Segundo Batallón de Fuerzas Especiales           | San Miguel de los Jagüeyes, Estado de México |
| Tercer Batallón de Fuerzas Especiales            | Lomas de Sotelo, Distrito Federal            |
| Décimo Batallón de Fuerzas Especiales            | Temamatla, Estado de México                  |
| Onceavo Batallón de Fuerzas Especiales           | Temamatla, Estado de México                  |
| Segunda Brigada de Fuerzas Especiales            | Tijuana, Baja California                     |
| Quinto Batallón de Fuerzas Especiales            | Tijuana, Baja California                     |
| Sexto Batallón de Fuerzas Especiales             | Nogales, Sonora                              |
| Séptimo Batallón de Fuerzas Especiales           | Escobedo, Nuevo León                         |
| Octavo Batallón de Fuerzas Especiales            |                                              |
| Primer Grupo Anfibio de Fuerzas Especiales       | San Felipe, Baja California                  |
| Segundo Grupo Anfibio de Fuerzas Especiales      | Guerrero Negro, Baja California Sur          |
| Tercer Grupo Anfibio de Fuerzas Especiales       | Esperanza, Sonora                            |
| Tercera Brigada de Fuerzas Especiales            | Cd.Ixtepec, Oaxaca                           |
| Cuarto Batallón de Fuerzas Especiales            | Cd.Ixtepec, Oaxaca                           |
| Noveno Batallón de Fuerzas Especiales            |                                              |
| Fuerza de Intervención Rápida                    | San Juan Copular, Chiapas                    |
| Cuarto Grupo Anfibio de Fuerzas Especiales       | Cancún, Quintana Roo                         |
| Quinto Grupo Anfibio de Fuerzas Especiales       | Dzilam de Bravo, Yucatán                     |
| Sexto Grupo Anfibio de Fuerzas Especiales        | Cumbres de Llano Largo, Acapulco, Guerrero   |
| Septimo Grupo Anfibio de Fuerzas Especiales      | Tonalá, Chiapas                              |

## Armamento
- FX-05 Xiuhcoatl
- M4 Carbine
- Heckler & Koch G3
- Heckler & Koch P7M13
- Beretta 92F
- M1911 pistol
- CornerShot
- Heckler & Koch MP5
- FN P90
- FN MAG
- Heckler & Koch HK21E
- M249 light machine gun
- Barret M82 (.50 BMG)
- Heckler & Koch PSG1
- M24
- Remington 700
- Remington 1100
- Mossberg 500
- B-300
- RL-83 Blindicide
- RPG-7
- Milkor MGL Mk 1
- M203
- RPG-29

## Los Zetas
Secondo le informazioni della PGR, nel 1997, circa 38/40 componenti del GAFE hanno disertato per formare il braccio armato del Cartello del Golfo e del suo capo Osiel Cárdenas Guillén, organizzazione criminale dedita al narcotraffico. Il capo dei disertori era Arturo Guzmán Decena soprannominato Z1, che diede il nome di Los Zetas al gruppo paramilitare. Decena morì assassinato a Matamoros nel 2002.